# Згортка тензора
Згортка в тензорному численні — операція пониження валентності тензора на 2, котра переводить тензор валентності {\displaystyle (m,n)} в тензор валентності {\displaystyle (m-1,n-1)}. Згортку можна розглядати як узагальнення сліду матриці. В координатах вона записується таким чином:
{\displaystyle {T_{j_{1}\dots {\underline {j_{0}}}\dots ,j_{n}}}^{i_{1}\dots {\underline {i_{0}}}\dots ,i_{n}}\rightarrow {T_{j_{1}\dots ,j_{n}}}^{i_{1}\dots ,i_{n}}={T_{j_{1}\dots {\underline {i_{0}}}\dots ,j_{n}}}^{i_{1}\dots {\underline {i_{0}}}\dots ,i_{n}}} де застосовано правило сумування Ейнштейна за різноваріантними індексами, що повторюються.
Часто операцію згортки проводять над тензорами, що є добутками тензорів. Наприклад, {\displaystyle A_{j}^{i}B_{k}^{j}} є запис звичайного множення матриці А на матрицю B (тобто {\displaystyle \sum _{j=1}^{N}A_{ij}B_{jk}}).
У випадку евклідового простору в ортогональній системі віднесення різниця між ко- і контраваріантними компонентами тензорів зникає, і згортку можна вести за будь-якими двома індексами. Проте, при роботі в криволінійних або косокутних координатах згортка знов визначається тільки у випадку, якщо один з індексів підсумовування верхній, а інший нижній. В 
метричному просторі ко- і контраваріантні індекси можна однозначно переводити один в одного, тому при використанні метричного тензора згортку можна вести також за будь-якою парою індексів.

## Приклади
- Згортка тензора за двійкою індексів, за якими він анти(косо)симетричний, дає нульовий тензор.
- Згортка {\displaystyle A_{\ j}^{i}v^{j}} вектора v із тензором A рангу (1,1) представляє множення вектора на лінійний оператор, яким є такий тензор по відношенню до вектора.